# Hrabství Leitrim
Hrabství Leitrim (irsky Contae Liatroma, anglicky County Leitrim) je irské hrabství, nacházející se na severozápadě země v bývalé provincii Connacht. Sousedí s hrabstvím Donegal a severoirským Fermanaghem na severu, s hrabstvím Cavan na východě, s hrabstvím Longford na jihu a hrabstvími Roscommon a Sligo na západě. Severozápadní pobřeží omývá Donegalský záliv, součást Atlantského oceánu.
Hlavním městem hrabství je Carrick-on-Shannon. Hrabství má rozlohu 1588 km² a žije v něm přibližně 32 tisíc obyvatel.
Mezi zajímavá místa patří jezero Lough Allen na řece Shannon či vodopád Glencar Waterfall.
Dvoupísmenná zkratka hrabství, používaná zejména na SPZ, je LM.